# 시오미역 (도쿄도)
시오미역(일본어: 潮見駅, しおみえき)은 일본 도쿄도 고토구에 있는 철도역이다.

## 타는 곳
| 1 | ■ 게이요 선 | 신키바・가이힌마쿠하리・소가 방면 |
| 2 | ■ 게이요 선 | 도쿄 방면                         |

## 역세권 정보
- 근처에 일본에서 큰인기를 끈 드라마'춤추는 대수사선'의 배경이된 완간서(실제로는 '우치다양행'건물)이 주변에 위치해있다.

## 역사
- 1990년 3월 10일: 영업 개시.

## 인접역
| 동일본 여객철도 게이요 선 | 동일본 여객철도 게이요 선 | 동일본 여객철도 게이요 선 |
| ------------------------- | ------------------------- | ------------------------- |
| JE 03 엣추지마 도쿄 방면  | 게이요 선 각역정차        | JE 05 신키바 소가 방면    |